# Thomas Gage (religioso)
Thomas Gage (1597 circa – Giamaica, 1656) è stato un religioso e viaggiatore britannico.
Nacque da una famiglia inglese di religione cattolica. Seguiva gli studi religiosi presso i Gesuiti in Spagna e in Francia. Passò in seguito ai padri Domenicani e come loro missionario si trasferì nella Nuova Spagna all'età di 25 anni.
Nel 1637 fece ritorno a Siviglia, dove era opportuno ricordare che aveva sede il Reale Consiglio delle Indie, attraverso il quale la corona spagnola controllava tutti i traffici commerciali, l'amministrazione gli aspetti militari e religiosi delle proprie colonie d'oltre oceano (tutti movimenti materiali avvenivano attraverso il porto di Cadice).
Con un nuovo rivolgimento di coscienza, Gage tornò in Inghilterra nel 1640 ed entrò nella chiesa anglicana. Era in stretti legami con Oliver Cromwell, cui nel 1648 dedicò l'opera The English-American, His Travail by Sea and Land, or a New Survey of the West Indies, una sorta di trattato anti cattolico e anti spagnolo che incita l'Inghilterra ad attaccare e conquistare le colonie spagnole, mettendone in evidenza punti deboli e difficoltà.
Morì in Giamaica nel 1656, durante le operazioni militari volute da Cromwell per la conquista.